# Коротеев, Михаил Петрович
Михаил Петрович Коротеев (род. 1940) — советский и российский химик, доктор химических наук, Соросовский профессор.

## Биография
Родился в 1940 году.
В 1961 году поступил в МГУ, который закончил досрочно в 1964 году. С этого времени работает на кафедре химической технологии химического факультета МГУ под руководством доктора химических наук Э. Е. Нифантьева.
В 1967—1971 годах — аспирант химического факультета МГУ по специальности «органическая химия». В 1971 году успешно защитил кандидатскую диссертацию на тему «Изучение реакций фосфорилирования в ряду углеводов». Его научными руководителями были член-корр. АН СССР Н. К. Кочетков
и доктор хим. наук Э. Е. Нифантьев.
С 1974 года работает в МГПИ. В 1991 году защитил докторскую диссертацию по теме «Бициклофосфорилированные углероды». С 1995 года становится профессором.
Под его руководством успешно защищено 16 кандидатских диссертаций. Опубликовано несколько учебных пособий, более 170 статей в рецензируемых научных журналах, получено 25 авторских свидетельств и патентов на изобретение. Коротеев М. П. — член трёх Ученых советов по присуждению кандидатских и докторских степеней по химическим и биологическим специальностям.